# Scrophularia shulabadensis
Scrophularia shulabadensis är en flenörtsväxtart som beskrevs av Farideh Attar och Hamzehee. Scrophularia shulabadensis ingår i släktet flenörter, och familjen flenörtsväxter. Inga underarter finns listade i Catalogue of Life.